# Liste der Deportationszüge ab Wien Aspangbahnhof 1939–1942

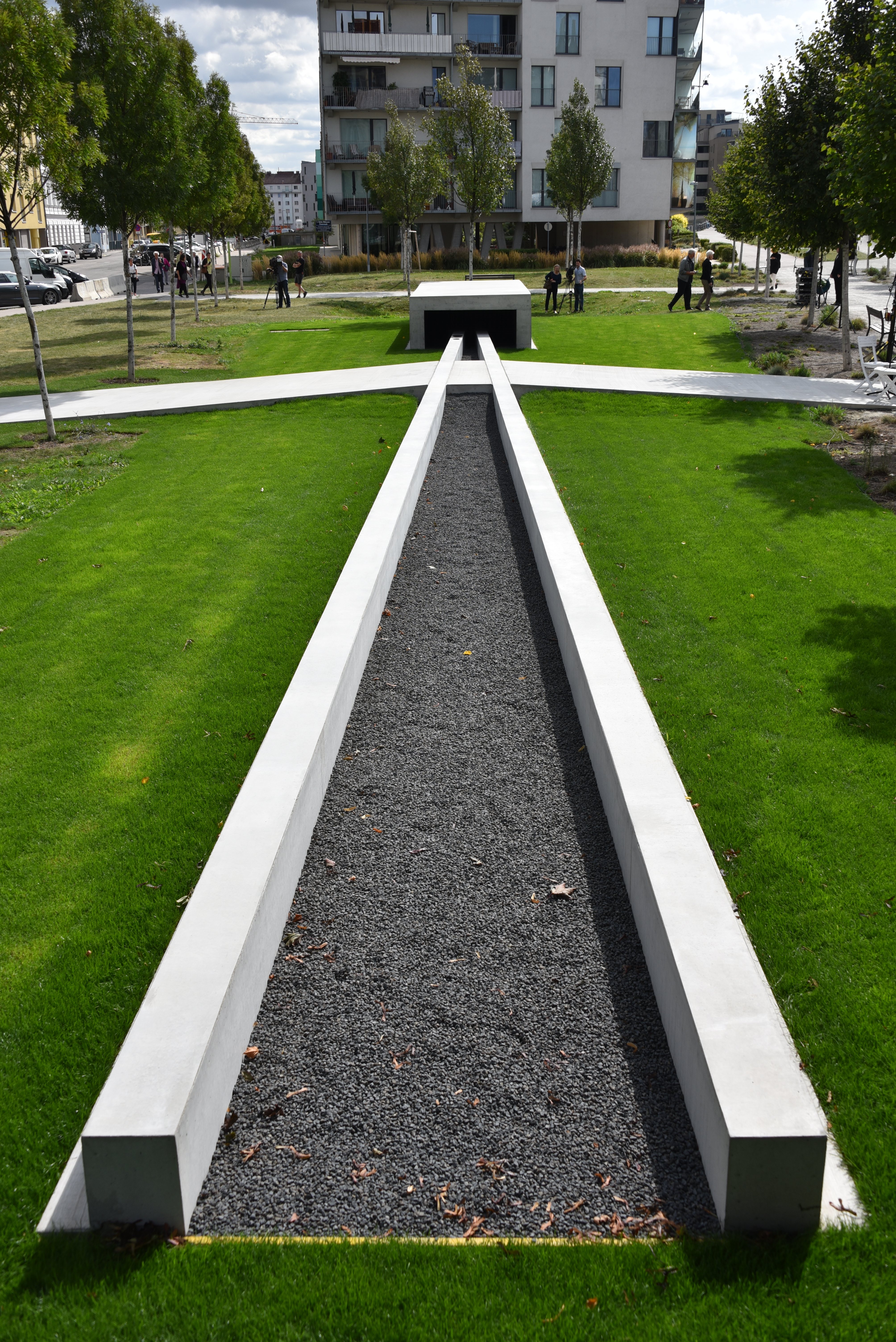
Mahnmal an der Stelle des ehemaligen Aspangbahnhofs

Die Liste der Deportationszüge ab Wien Aspangbahnhof 1939–1942 führt alle Züge auf, mit denen in den Jahren 1939 bis 1942 mehr als 45.000 Männer, Frauen und Kinder jüdischen Glaubens oder jüdischer Herkunft vom Aspangbahnhof in Wien in Ghettos und Konzentrationslager in Mittel- und Osteuropa deportiert wurden. Nur wenige überlebten, die meisten wurden ermordet oder starben an den unmenschlichen Haft- und Transportbedingungen.

## Hintergrund
Vor dem „Anschluss“ im März 1938 hatten die Israelitischen Kultusgemeinden in Österreich 181.882 Mitglieder, davon 167.249 in Wien. Nach den Definitionen der Nürnberger Gesetze, die mit einer Verordnung vom 20. Mai 1938 auch im annektierten Österreich Gültigkeit erlangten, galten etwa 201.000 Personen als jüdisch, etwa 90 % davon in Wien.
Unmittelbar nach dem Anschluss war die jüdische Bevölkerung Österreichs schweren Repressalien ausgesetzt. Die von Adolf Eichmann geleitete Zentralstelle für jüdische Auswanderung organisierte die zwangsweise Emigration von Juden, denen aber zahlreiche bürokratische Hindernisse in den Weg gelegt wurden, um ihnen ihr Vermögen abzupressen. Bis Oktober 1941 konnten mehr als 130.000 Menschen flüchten.
Nach den anfänglichen deutschen Erfolgen im Zweiten Weltkrieg und der Eroberung und Besetzung großer Gebiete in Osteuropa konnten Umsiedlungspläne der NS-Führung nunmehr durchgeführt werden, wobei „Umsiedlung“ hier weitgehend mit Vernichtung gleichzusetzen ist.

## Allgemeines zu den Transporten

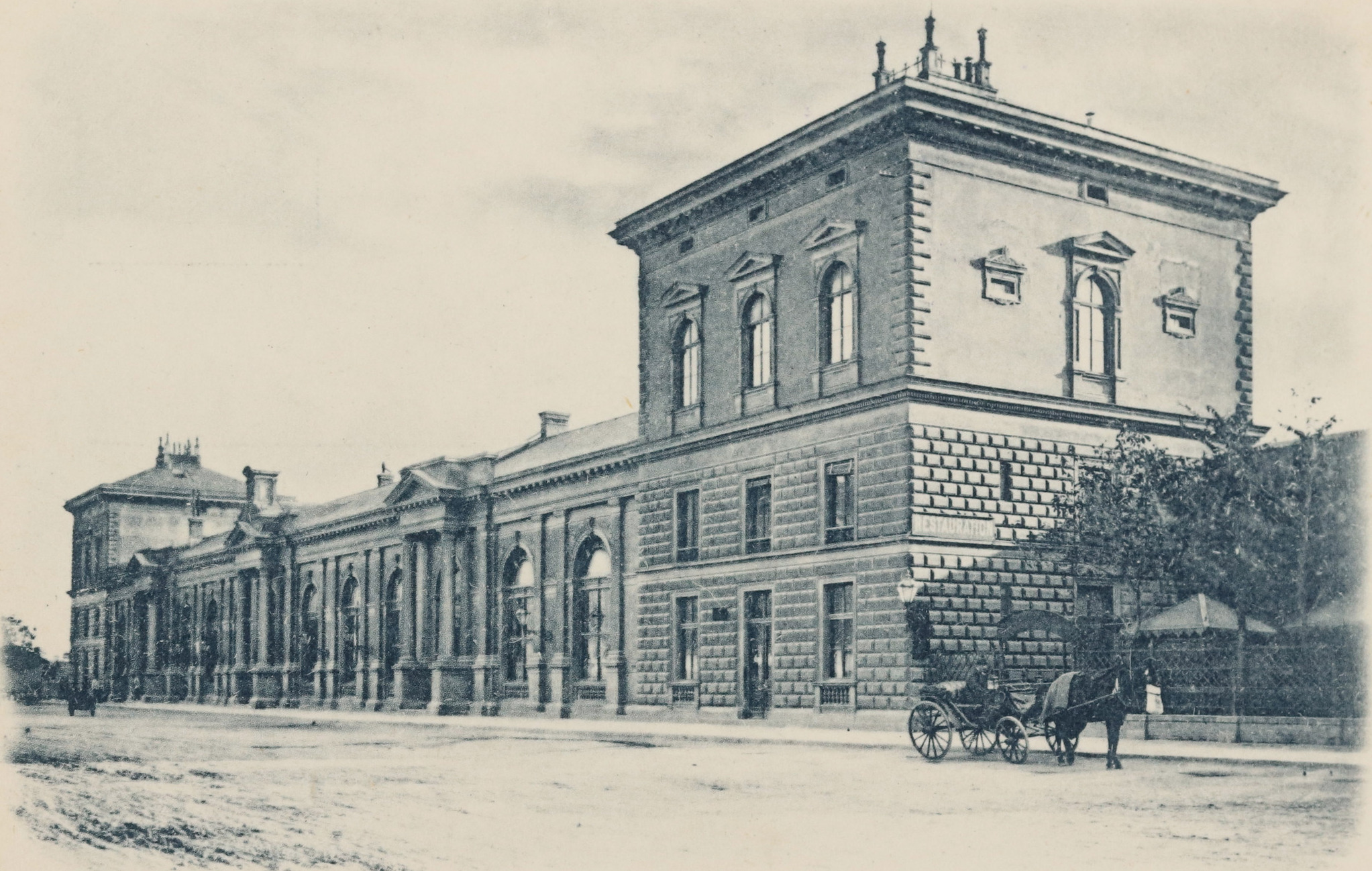
Der Aspangbahnhof um 1905

Die bereits aus ihren Wohnungen vertriebenen Juden mussten großteils in überfüllten „Sammelwohnungen“ leben. Von dort wurden die zu deportierenden Personen in sogenannten „Aushebungen“ von der SS unter der erzwungenen Mithilfe von jüdischen Ordnern in Sammellager verbracht. Es gab vier Sammellager, alle im zweiten Wiener Gemeindebezirk Leopoldstadt gelegen: Castellezgasse 35 (Zwi-Perez-Chajes-Schule), Kleine Sperlgasse 2a, Malzgasse 7 und Malzgasse 16. Nach einem Aufenthalt von meist nur wenigen Tagen erfolgte der Transport zum Aspangbahnhof.
Der Aspangbahnhof war der kleinste und am wenigsten frequentierte der Wiener Kopfbahnhöfe. Vermutlich wurde dieser Bahnhof gewählt, um den sonstigen, oft kriegswichtigen Bahnverkehr möglichst wenig zu beeinträchtigen und wenig Aufsehen zu erregen. Die Deportationen wurden allerdings keineswegs geheim gehalten: die Deportierten wurden bei Tage auf offenen Lastwagen von den Sammellagern zum Bahnhof gebracht und waren dabei oft Anpöbelungen von Passanten ausgesetzt. Die Zugsfahrt erfolgte unter Bewachung durch die Schutzpolizei ab Wien in Passagierwaggons, wobei in etlichen Fällen die Deportierten unterwegs in Viehwaggons umsteigen mussten, etwa in Wolkowysk auf dem Weg nach Minsk. Oft musste auch noch ein Fußmarsch zurückgelegt werden, etwa vom Bahnhof Bohušovice ins Ghetto Theresienstadt. In Theresienstadt kamen die Deportierten am Tag nach der Abfahrt an, die Fahrt nach Riga dauerte bis zu einer Woche.

## Liste
Die Deportationen sind durch die Aufzeichnungen der Nazi-Bürokratie und die Aufarbeitung durch Organisationen wie das Arolsen-Archiv, das Dokumentationsarchiv des österreichischen Widerstandes und Yad Vashem  gut dokumentiert.
Das Transportverzeichnis im Arolsen-Archiv ist unter der Transportnummer verlinkt. Bei den Namen der Deportierten steht die Nummer in diesem Verzeichnis in Klammer.

### Frühe Deportationen nach Nisko
| Transport Nr. | Datum Abfahrt    | Route / Zielbahnhof | Anzahl Deportierte | Anmerkungen                                                 | Bekannte Opfer           | Eintrag bei Yad Vashem |
| ------------- | ---------------- | ------------------- | ------------------ | ----------------------------------------------------------- | ------------------------ | ---------------------- |
| Ohne Nr.      | 20. Oktober 1939 | Nisko               | 912                | Ursprünglich war die Deportation von 1005 Personen geplant. | - Hans Baumann, Kaufmann | 6970463                |
| Ohne Nr.      | 26. Oktober 1939 | Nisko               | 665                |                                                             |                          | 6972598                |

Für November 1939 war noch ein dritter Transport geplant. Die zu Deportierenden – nunmehr auch Frauen und Kinder – wurden im Obdachlosenheim in der Gänsbachergasse 3 in Wien-Landstraße interniert und erst nach der endgültigen Aufgabe des Nisko-Plans im Februar 1940 entlassen.

### Deportationen in polnische Kleinstädte
Anfang 1941 erfolgten fünf Transporte in polnische Kleinstädte. Die bereits überfüllten Ghettos waren für die Aufnahme von Tausenden Personen nicht gerüstet. Die Versorgungslage und die hygienischen Zustände waren katastrophal und die Sterblichkeit sehr hoch.
Nach dem Beginn der Aktion Reinhardt wurden die Deportierten zwischen August und Oktober 1942 aus den Ghettos in Vernichtungslager überstellt oder an Ort und Stelle ermordet. Von den nach Opole Deportierten überlebten 79 bis zum Kriegsende; aus Kielce sind 21 Überlebende namentlich bekannt, aus Modliborzyce 13 und aus Opatów 16.
| Transport Nr. | Datum Abfahrt    | Route / Zielbahnhof | Anzahl Deportierte | Anmerkungen | Bekannte Opfer                                                                             | Eintrag bei Yad Vashem |
| ------------- | ---------------- | ------------------- | ------------------ | ----------- | ------------------------------------------------------------------------------------------ | ---------------------- |
| 1             | 15. Februar 1941 | Opole               | 1001               |             |                                                                                            | 6983149                |
| 2             | 19. Februar 1941 | Kielce              | 1005               |             | - Gertrude Zeisler (934), Verfasserin von Briefen über die Lebensumstände im Ghetto Kielce | 6991603                |
| 3             | 26. Februar 1941 | Opole               | 1005               |             |                                                                                            | 6991401                |
| 4             | 5. März 1941     | Modliborzyce        | 999                |             |                                                                                            | 6996699                |
| 5             | 12. März 1941    | Łagów/Opatów        | 992                |             |                                                                                            | 6996808 13406689       |

### Deportationen nach Łódź („Ghetto Litzmannstadt“)
| Transport | Datum Abfahrt    | Route / Zielbahnhof | Anzahl Deportierte | Anmerkungen | Bekannte Opfer | Eintrag bei Yad Vashem |
| --------- | ---------------- | ------------------- | ------------------ | --- | --- | ---------------------- |
| 06        | 15. Oktober 1941 | Łódź                | 1000               | Erster Transport nach der Unterbrechung der Deportationen wegen der Vorbereitungen des Balkanfeldzuges und des Überfalls auf die Sowjetunion. | | 6992973                |
| 07        | 19. Oktober 1941 | Łódź                | 1000               | | - Max Fenichel (845), Fotograf | 6993125                |
| 08        | 23. Oktober 1941 | Łódź                | 1000               | | - Paul Goldberger (217), Fußballspieler - Irene Jerusalem (456), Lehrerin | 6993125                |
| 09        | 28. Oktober 1941 | Łódź                | 0999               | | - Alfred Bass (787), Arzt - Samuel Morgenstern (349), Geschäftsmann, Geschäftspartner Adolf Hitlers - Viktor Robitsek (748), Geiger, Mitglied der Wiener Philharmoniker - Alexander Solomonica (362), Schriftsteller | 6999328                |
| 10        | 2. November 1941 | Łódź                | 1000               | | - Emanuel Farkas (676), Lyriker und Maler | 6999434                |

### Deportationen in das „Reichskommissariat Ostland“ und nach Izbica
| Transport | Datum Abfahrt     | Route / Zielbahnhof  | Anzahl Deportierte | Anmerkungen | Bekannte Opfer | Eintrag bei Yad Vashem |
| --------- | ----------------- | -------------------- | ------------------ | --- | --- | ---------------------- |
| 11        | 23. November 1941 | Kaunas               | 1000               | Erster Transport in das „Reichskommissariat Ostland.“ Die Deportierten wurden am 29. November 1941 im IX. Fort ermordet.                                                   | - Friedrich Schön (977), Architekt, und seine Tochter Klara Schön (978) | 7034647                |
| 12        | 28. November 1941 | Minsk                | 1000               | | - Hugo Theodor Horwitz (374), Kultur- und Technikhistoriker, und seine Frau Marianne (375) - Ida Jenbach (Jakobovits) (619), Schauspielerin, Drehbuchautorin und Journalistin | 7003403                |
| 13        | 3. Dezember 1941  | Jungfernhof bei Riga | 1000               | | | 7035816                |
| 14        | 11. Januar 1942   | Riga                 | 1000               | | - Henriette Amalie Lieser (736), Mäzenin - Marianne Stein (966), Anatomin und Sozialmedizinerin | 7038961                |
| 15        | 26. Januar 1942   | Riga                 | 1200               | | - Helene Bader (1142), Erzieherin und Individualpsychologin | 7039110                |
| 16        | 6. Februar 1942   | Riga                 | 1000               | | - Gertrude Schneider (871), Historikerin und Zeitzeugin - Siegmund Bosel (529), Großkaufmann und Bankier - Samuel Amster (427), Kaufmann | 7039110                |
| 17        | 9. April 1942     | Izbica               | 1000               | | - Siegfried Bauer (754), Bildhauer - Robert Gerngroß (889), Verwaltungsrat des Kaufhaus Gerngross - Ella Iranyi (861), Grafikerin und Malerin - Paula Santa geb. Heller (784), Opernsängerin - Marianne Schmidl (589), Ethnologin und Bibliothekarin - Helene von Taussig (942), Malerin - Amalie Zuckerkandl (14), von Gustav Klimt porträtiert, und ihre Tochter Nora Stiasny (15) | 7039533                |
| 18        | 27. April 1942    | Włodawa              | 1000               | | - Wilhelm Drill (303), Arzt - Robert Müller (597), Filmverleiher und -produzent | 7045132                |
| 19        | 6. Mai 1942       | Minsk/Maly Trostinez | 1000               | | - Norbert Jokl (82), Albanologe | 7035316                |
| 20        | 12. Mai 1942      | Izbica               | 1000               | Zwischen Juni und Oktober 1942 wurden die meisten Deportierten im Vernichtungslager Belzec ermordet. Von den 1000 Deportierten des Transportes 20 überlebte kein einziger. | - Emil Singer (198), Maler und Radierer | 7045902                |
| 21        | 15. Mai 1942      | Izbica               | 1001               | | - Ernst Bachrich (297), Komponist und Dirigent | 7045918                |
| 22        | 20. Mai 1942      | Minsk/Maly Trostinez | 1000               | | - Melanie Adler (163), Ärztin und Nachlassverwalterin des Musikwissenschaftlers Guido Adler - Elsa Bienenfeld (727), Musikwissenschaftlerin - Marianne Saxl-Deutsch (593), Malerin und Grafikerin | 7047945                |
| 23        | 27. Mai 1942      | Minsk/Maly Trostinez | 1000               | | - Grete Forst-Schuschny (335), Sopranistin - Lili Grün (383), Schriftstellerin - Alma Johanna Koenig-Ehrenfels (346), Lyrikerin und Erzählerin | 7052829                |
| 24        | 2. Juni 1942      | Minsk/Maly Trostinez | 1000               | | - Julius Klinger (979), Grafiker und Illustrator | 7052074                |
| 25        | 5. Juni 1942      | Izbica               | 1000               | | - Sofie Korner (905), Malerin und Grafikerin - Samuel Meisels (999), Schriftsteller | 7046289                |
| 26        | 9. Juni 1942      | Minsk/Maly Trostinez | 1000               | | - Elfriede Grünberg (767), Schülerin | 7053388                |

### Deportationen in Vernichtungslager und ins Ghetto Theresienstadt
| Transport | Datum Abfahrt      | Route / Zielbahnhof  | Anzahl Deportierte | Anmerkungen | Bekannte Opfer | Eintrag bei Yad Vashem |
| --------- | ------------------ | -------------------- | ------------------ | --- | --- | ---------------------- |
| 27        | 14. Juni 1942      | Lublin/Sobibor       | 1000               | In Lublin wurden 51 arbeitsfähige Männer selektiert und ins Konzentrationslager Majdanek gebracht. Die anderen wurden weiter nach Sobibor transportiert, wo der Transport an den Lagerkommandanten Franz Stangl übergeben wurde. Alle Deportierten wurden unmittelbar nach der Ankunft ermordet. | - Else Feldmann (959), Schriftstellerin und Journalistin - Eugenie Goldstern (520), Ethnologin - Otto Herschmann (803), Sportler - Philipp Silber (405), Komponist | 7046541                |
| 28        | 20. Juni 1942      | Theresienstadt       | 1001               | | - Elkan Bauer (480), Komponist - Salomon Kohn (834), Fotograf und Verleger, Vater von Walter Kohn - Hedwig (529) und Victor Hammerschlag (528), Arzt; Eltern von Peter Hammerschlag | 6956612                |
| 29        | 28. Juni 1942      | Theresienstadt       | 1005               | | - Marie Freud (946), Esther Adolfine Freud (947) und Pauline Winternitz (936): Schwestern von Sigmund Freud - Salome Goldman (729), Pädagogin - Margarete Hilferding (559), Lehrerin, Ärztin und Psychologin - Gisela Januszewska (219), Ärztin - Alfred Tauber (621), Mathematiker | 6956965                |
| 30        | 10. Juli 1942      | Theresienstadt       | 1000               | In der Transportliste als „Transport von alten und siechen Juden“ bezeichnet. | - Ernst Arndt (136), Schauspieler - Fanny Freund-Marcus (608), Publizistin - Heinrich Rauchinger (88), Porträtmaler - Gisela Rottonara (927), Malerin | 6957070                |
| 31        | 14. Juli 1942      | Theresienstadt       | 1001               | | - Josefine Winter (409), Malerin, Komponistin und Schriftstellerin | 6957159                |
| 32        | 17. Juli 1942      | Auschwitz            | 1000               | | - Peter Hammerschlag (160), Dichter und Kabarettist | 7085325                |
| 33        | 22. Juli 1942      | Theresienstadt       | 1000               | | - Flora Biach (337), Kunsthistorikerin - Paul Hasterlik (576), Arzt, Schwiegervater von Heimito von Doderer | 6957657                |
| 34        | 28. Juli 1942      | Theresienstadt       | 999                | | - Leopold (365) und Laura Gatner (366), Holzhändler, Eltern von Franziska Tausig und Großeltern von Otto Tausig - Armin Springer (418), Schauspieler und Komiker - Louis Treumann (983), Schauspieler, und seine Frau Stefanie (984) | 6957669                |
| 35        | 13. August 1942    | Theresienstadt       | 999                | | - Stephan Brassloff (894), Rechtshistoriker - Ludwig Brügel (692), Journalist und Historiker - Leopold Jacobson (849), Schriftsteller - Louis Taufstein (239), Schriftsteller | 6958027                |
| 36        | 17. August 1942    | Minsk/Maly Trostinez | 1000               | | - Hedy Blum (780), Schülerin, und ihre Mutter Sidonie (779) | 7053541                |
| 37        | 20. August 1942    | Theresienstadt       | 1000               | | - Hans David Elkan (425), Lehrer und Philosoph | 6958868                |
| 38        | 27. August 1942    | Theresienstadt       | 1000               | | - Leo Grünstein (13), Kunsthistoriker - Rosa Graf (990), Schwester von Sigmund Freud - Ludwig Gutmann (6), Fotograf - Rosa Silberer (870), Bildhauerin und Journalistin - Julius Stwertka (52), Geiger und Mitglied der Wiener Philharmoniker - Armin Tyroler (5), Oboist und Mitglied der Wiener Philharmoniker und seine Frau Rudolfine (51)                                                                                                  | 6962069                |
| 39        | 31. August 1942    | Minsk/Maly Trostinez | 1000               | | - Fritz Schwarz-Waldegg (925), Maler | 7062027                |
| 40        | 10. September 1942 | Theresienstadt       | 1000               | | - Amalia Carneri (861), Sopranistin - Isidor Sadger (688), Arzt und Psychoanalytiker | 6962201                |
| 41        | 14. September 1942 | Minsk/Maly Trostinez | 1000               | | - Leonore Brecher (703), Zoologin | 7062103                |
| 42        | 24. September 1942 | Theresienstadt       | 1300               | | - Ruth Klüger (906), Schriftstellerin, und ihre Mutter Alma Klüger (905) - Desider Friedmann (986), Präsident der Israelitischen Kultusgemeinde - Robert Stricker (984), Politiker, und seine Frau Pauline (985) - Aron Menczer (995), Leiter der Wiener Jugendalijah - Julius Bermann (1211), Gewerkschafter - Viktor Frankl (1068), Neurologe - Clementine Plessner (822), Schauspielerin - Heinrich Rieger (1175), Zahnarzt und Kunstsammler | 6962219                |
| 43        | 1. Oktober 1942    | Theresienstadt       | 1000               | | - Walter Fantl-Brumlik (817), Zeitzeuge - Rudolf Gelbard (599), Zeitzeuge | 6964945                |
| 44        | 5. Oktober 1942    | Minsk/Maly Trostinez | 546                | | - Oswald Levett (280), Schriftsteller - Max Starkmann (338), Geiger und Bratschist, Mitglied der Wiener Philharmoniker | 7086787                |
| 45        | 9. Oktober 1942    | Theresienstadt       | 1324               | Laut Transportliste „Transport, in welchem sich Angestellte der Israelitischen Kultusgemeinde mit ihren Angehörigen und die bei der Auswanderungsaktion beschäftigten Juden mit ihren Angehörigen befinden.“                                                                                     | - Alfred Bergel (653), Maler - Ludwig Bettelheim-Gabillon (333), Schauspieler und Ministerialrat - Hans Georg Friedmann (854), Schüler - Elise Richter (598), Romanistin - Helene Richter (599), Anglistin - Theodor Schreier (207), Architekt - Paul Winterstein (1293), Offizier | 6996322                |

Nach dem Ende die großen Deportationen vom Aspangbahnhof wurden bis knapp vor Kriegsende noch zahlreiche kleinere Gruppen und Einzelpersonen vom Nordbahnhof aus deportiert, meist nach Theresienstadt oder direkt nach Auschwitz. Mit dem größten dieser Transporte wurden am 25. Mai 1943 etwa 200 Personen nach Theresienstadt deportiert, darunter die verbleibenden Bewohner der jüdischen Altersheime in der Seegasse. Insgesamt wurden mehr als 2000 Personen vom Nordbahnhof deportiert, darunter auch jüdische Gestapohäftlinge, die von 1940 bis 1942 in „Schutzhafttransporten“ nach Auschwitz deportiert wurden. Zu Kriegsende lebten noch etwa 5.500 Juden in Wien, die meisten in „Mischehenfamilien“, geschützt durch „arische“ Familienmitglieder.